# Інтеліґент (роман)
«Інтеліґент» — роман українського письменника  Леоніда Скрипника. Єдине окреме видання прозового доробку письменника. Спочатку друкувався у «Новій генерації» під псевдонімом Левон Лайн. Вперше опубліковано у Харкові 1929 року, видавництво «Пролетарий». Присвячений Ользі Скрипник, поділений 6 частин з прологом та епілогом. Автор обкладинки — Адольф Страхов.

## Сюжет
Автор конструює кіно всередині тексту, пропонує читачеві уявити себе в кінотеатрі та разом переглянути фільм про 35-річного героя, який «живе серед вас, а часто — і всередині вас». У зверненні до читача автор акцентує увагу на тому, що перед читачами відбуватиметься кіно: «Великі труднощі для мене — добрати слів, таких вразливих, щоб навіть вашу нетреновану зорову фантазію примусити цими словами побачити те, що відбувається на екрані». Тож автор наголошує, що він завжди поруч, як тлумач, що «присутній у кожнім японським кіно». Отож, світло погасло, картина починається!
У пролозі розповідається про те, як був зачатий інтелігент, про що ми дізнаємось інверсійно вже на останній сторінці прологу. Перед читачем-глядачем постає картина: осінь, мжичка, стара подружня пара (чоловікові 35 років, жінці 27 років) вирушають до театру. На сцені виступає «божественна діва», що співає й має вульгарний вигляд невинної, наївної пастушки, над чим іронізує автора: «Діва має тіла в зайвій кількості… Запливлими й безбожно окресленими чорною і синьою фарбами чарівними очима вона намагається кидати в публіку стріли й блискавки кокетування й грайливости. Іноді, з невідомих причин, діва задьористо здригує однією ногою, а потім пристукує другою. Від цього численні округлості чарівного дівчининого тіла тримтять і дрижать, як вершковий крем». На божественну діву активно реагує публіка, серед якої купецька окладиста фізіономія, нахмурені чиновники, інфантильний та мізантропічний дідки, 16-річний юнак, який тиждень відкладав гроші на квитки… Жваві оплески. Опісля театру подружня пара вечеряє в ресторані, відчуваючи давно забуте захоплення та сексуальний потяг один до одного. Далі кокецтво продовжується в окремому кабінеті, проте пара вирішує, що у рідній спальні — все-таки комфортніше, вирушають додому, залишивши мало грошей «на чай», що помітно по виразу обличчя льокая, і вже вдома «милування стає одвертіше». Екран темніє, автор іронізує: «Режисер, звичайно, доречи зробив тут затемнення… Велика тайна, що чиниться зараз у спальні подружжя, аж надто відома всім вам. А показувати речі відомі, старі й зрозумілі — не художньо…». Далі з темряви поволі випливають великі літери «Інтелігент зачатий».
У першій частині розповідається про народження, дитинство та підлітковий вік Інтелігента. Автор іронічно зображує муки матері, яка народжувала декілька годин у страшних болях, муки батька, який безглуздо бігав з кутка в куток у сусідній кімнаті, муки лікаря, який втомився чекати, та навіть муки новонародженого героя. Далі через короткі епізоди зображено, як формувався характер Інтелігента: замість матері його годувала мамка, яку автор порівнює з коровою, з дитинства за ним бігала мати та гувернантка, йому забороняли бовтатись у калюжі з вуличними дітьми, сидіти на протягу; у гімназії Інтелігента недолюблювали та навіть побили через зрадництво класу (герой видав однокласника, який підклав кнопки вчителю на стілець), а вже у підлітковому віці Інтелігент почав курити цигарки, красти у батька троячки, «атакувати» покоївок та усамітнюватися, захоплено розглядаючи фотографії та ховаючи руки під стіл.
У другій частині розповідається про студентські роки Інтелігента. Відірвавши гімназійний герб з картуза, весело посміхнувшись весні, герой завершує гімназійне навчання і переїжджає від батьків, починає «гризти граніт науки». Змінюється інтер'єр: замість домашнього комфортну та затишку бачимо маленьку кімнату. Згодом в театрі, у черзі на Шаляпіна Інтелігент знайомиться з дівчиною, відчуває першу закоханість, намагається вгодити дівчині, яка, розуміючи це, хитро посміхається. Герой вгощає її ковбасою і круасаном, проводить додому та навіть цілує дівчину в щоку. Автор іронічно коментує: «Можливо, що ви завжди пам'ятаєте, що кохання — це обмін двох фантазій та контакт двох епідерм? Звичайно, і тут відбулося лише доторкання двох епідерм, — але ж що за діло мойому героєві до визначення того, що відбулося? Факт! Чудесний, дивний, разючий факт — Поцілунок! Вона дозволила йому поцілувати себе, а значить… Значить!.. Значить!! Ой, немає сил сказати, що це значить..». Проте «не можна ж іти додому у такому настрої»! Тому Інтелігент відправляється до Петровської чайної, де у команді красивого студента, та м'якого, як віск, студента він чарка за чаркою випиває, спустошуючи власні кишені. Навколо — бруд, попіл від цигарок, блювотиння, зойки повій, сміх п'яних. Словом, «дух богемства». «Це ж бо прекрасно, поетично, пахтить Парижем, Монмартром… Не подобається? — Мені теж…», — пише автор. Інтелігент все більше п'яніє (адже, як "сказав Бернард Шов: «Що ж робити, коли в наші прокляті часи неможна бути одночасно тверезим і щасливим?..»), його знайомі студенти цим користуються і платять його грошима. Далі красивий студент відбирає двох симпатичних жінок: одну для себе, другу для Інтелігента («Вино, жінка, пісня… Вино вже було. Жінка на черзі. Пісень не буде. Ми — в кіні….»). М'який, як віск, студент сам знаходить собі пару, просить в Інтелігента трояка і зникає. В очах Інтелігента все подвоюється, мигтить, дрижить, він розніжений і зовсім п'яний. Далі бачимо розбитого, вкрай засмученого, спантеличеного Інтелігента у кімнаті повії. Автор двічі звертає увагу на її «фізіономію на весь екран»: одутле обличчя, безглузді очі, мляво-м'які й вогкі, як у трупа, що вже розкладається, вуста. Інтелігент відчуває відчай, що його першою жінкою стала повія, він швидко одягається й йде геть, стверджуючи самому собі, що все-таки «важно, що я нарешті став мужчиною». Далі автор іронізує, називаючи наступний підрозділ «І ще раз плоди освіти»: Інтелігент відвідує Венерологічний кабінет д-ра І. Каца. Далі студентське життя стає одноманітним: вдень — сон на лекціях, вночі, коли є гроші, — безсоння в якійсь Петровській чайній. Дівчину, в яку був закоханий Інтелігент, встиг відібрати красивий студент. В кінці розділу бачимо 23-річного Інтелігента, який завершив навчання і готовий служити націй, «квіткою якої він є».
Третя частина розповідає про дві дві події дозрілого Інтелігента: одруження та війну, яка породила революцію. Донька Сави Єремійовича Столєтова, адвоката торгового дому, за якою стояло 50 тисяч рублів, стала дружиною Інтелігента. Інтелігент упевнено крокує « вверх східцями успіху». Сцена батьківського благословення пародіює літературну традицію 19 століття й загалом виглядає безглуздо. Оточення Інтелігента змінилось: вишукані вечори, всюди позолота, мовчазна дружина (яку тільки згодом автор вирішив все-таки якось назвати, і за теорією можливостей найменував «Марія»), знову фігурують приставання до покоївки. Герой проголосив себе «секретарем громади християнського спасіння падших женщин», віддаючи належне народу. Мирне життя подружжя перериває війна: спочатку Інтелігента мобілізують, відправляють на навчання, де йому важко проявити себе, проте далі герою вдалося знайти можливість взаєморозуміння з командувачами (він приносив їм спиртне (на екрані з'являлася плашка з черепом і написом «рідина для горіння») і тому його відпускали ночувати додому з дружиною). Автор іронізує над гаслом війни: за Віру, Царя і Вітчизну, а також над піснею: «Я не спроста саме оцю пісню включив до свого роману й тим, можливо, обезсмертив її. Дуже хороша пісня, розумна… Взвейтесь, соколи… орлами… Велика річ — гасло!..». Марія Савишна знайшла спосіб вплинути на ситуацію: домовилася з дамою з «Громади», з поважним цивільним, генералом, мощами, і її чоловіка звільнили працювати на користь громади, яка перекваліфікувалася в «громаду для вишукання приданого для дочок павших штаб-офіцерів». Далі автор пародійно зображує Царя Миколу і його оточення як ляльок, яких знищила революція. Інтелігент — один з тих, хто радісно проголошує гасло «Війна до перемоги!», приястаючи до революціонерів. Його підтримує близьке оточення (дружина, тесть та інші), проте Інтелігент ніяк неочікував, що його не підтримають солдати. Жодних овацій та ентузіазму. Молодий хлопець скочив на підніжку автомобіля, безцеремонно відштовхнув Інтелігента і вигукнув: «Вся влада радам!». Прийшли більшовики. На цьому третя частина завершуються, проте автор зазначає: «Картина йде скаженим темпом, намагаючись навздогнати життя, що скажено мчало в ті дні…».
У четвертій частині описуються спроби Інтелігента покинути територію, підконтрольну більшовикам, і зберегти своє майно. Автор іронізує, розповідаючи про невідому партію «И. И.» («Налякані інтелігенти» укр.), до якої входив герой («хоча він, звісно, позапартійний»). Спочатку автор виразно зображує страх Інтелігента, його обличчя множиться, всюди миготять червоні прапори більшовиків, революція і «отечество» (= стара Російська імперія) в небезпеці. Він з дружиною намагається сховати все майно та дорогоцінності, аби їх не відбірали. Далі герой знаходить спосіб уникнути покарання: він отримує потрібний документ і відправляється разом з дружиною і всім майном за кордоном на товарному потязі. Далі він підкупляє солдат, пролізає через бар'єр, підкупляє майора («Зверніть увагу на раціоналізованість. Мінімум зусиль, максимум досягнень…», — коментує автор) й разом з дружиною та її болонкою (кліше, що вказує на ознаку аристократії) відправляються за кордон. Там вони мають змогу жити у солідному будинку, одягати свій вишуканий одяг та дорогоцінності й спілкуватись у компанії німецьких аристократів. Проте це триває недовго і страх Інтелігента справджується, стабільність і безтурботність триває недовго. «У кадрі» з'являється «жахлива, як з Апокаліпсису, божевільна кіннота в буденівках…», а далі гра ляльок. Спочатку у кадр входить лялька Петлюри, Інтелігент «перелякано, обережно вдивляється. Боязко, улесливо всміхається. Нерішуче вклоняється. Ще раз — усмішка. Ще раз — поклін. Боязкий крок до ляльки. Усмішка. Поклін. Крок. Ще крок…». Далі замість Петлюри з'являється лялька червоноармійця, потім Денікіна, Махна, червоноармійця, поляка і т.д, Інтелігент пророблює одне й те ж. Четверта частина завершується все-таки червоноармійцем: «З великою майстерністю Інтелігент пророблює свій номер і з відданим виглядом улаштовується біля його ніг… Екран темніє… Мій герой і досі з не меншою відданістю перебуває на тому самому місці…».
У п'ятій частині герой опиняється в оточенні канцелярії, документів та лозунгів пролетарських робітників. Інтелігент намагається повільно, але впевнено, «щиро» слугуючи радянському народу, отримати вигідну посаду: "Так мій герой — радянський, лояльний і корисний громадянин. Живе він тепер в одному місті з вами. Можливо навіть — в одному будинку. Можливо навіть — в одній з вами кімнаті. І працює він у сусідній установі. Можливо навіть — у вашій. Можливо навіть — за вашим столом… ". На одному із засідань канцелярії він виступає з гаслами: «Раціоналізація! Нормалізація! Стандартизація! Тейлоризація! Фордизація! Утилізація!» і завдяки самовисуванню стає керівником бюро з раціоналізації, нормалізації і т. д. Тут автор акцентується на написах на стінах, зображує всю складність системи, яка начебто мала би бути раціоналізована. Наприклад, щоб подати начальникові новий олівець, щоб дописати речення, потрібно пройти декілька інстанцій, залучити діловода, секретаря, завканца, завгоспа і т. д. Самі розпорядження, які видає навчальник, виглядають як набір слів, що не несуть жодного повідомлення. Через зауваження начальству в дотриманні цілей економії, Інтелігента знімають з посади і він продовжує працювати вже як діловод. Інтелігент вважає це несправедливим, тому звертається у «Відповідну установу» до «Товариша, я кому віддати належить», проте той так і не вирішив його питання. Інтелігент обурено підсумовує: «Немає справедливості у совецькій державі!» і тоне в паперах за діловодським столом, сумлінно працюючи. Екран темніє.
Шоста частина — особистий день Інтелігента: він стурбований через проблеми на роботі (ніхто не оцінити його доповіді), байдужі стосунки з Марією Савишною, Інтелігент рушає до дівчини (автор іронізує, що їхні стосунки — це гра в підкидання курчати, яке має політети орлом). Та його неуважно слухає, кокетує, а потім при ньому ж приймає «молодого человека», який подарував дівчині квіти і готовий веселити цікавими історіями. Розбитий і розчарований, Інтелігент красномовно прощається, уникаючи будь-якого тілесного контакту і рушає в пивну середнього гатунку. Там він від сумну музику скрипаля «виливає душу» першому зустрічному, жаліється на своє життя, невдачі на роботі, бідність. Інтелігент добряче напивається і після 12 години, випивши зі скрипалем, рушає додому. Дорогою він зустрічає повію, та просить «папироску», вони починають домовлятись, проте в Інтелігента не вистачає грошей. Повія лається, Інтелігент намагається все ж домовитись, але безрезультатно. Тому рушає геть з найдостойнішим виглядом. Прийшовши додому, Інтелігент лягає Марії Савишні на груди, дружина зворушена. «Довгий поцілунок. Діафрагма» (адже, як пише автор, «кожна хороша картина має в кінці поцілунок в діафрагму…»).
В епілозі обрамлення: картина з народженням Інтелігента повторюється, і, як «оптимістично» зазначає автор, ця історія може повторюватись знову і знову. Навіть актори, що грають Марію Савишну та Інтелігента — це та ж подружня пара, що була на початку («Мабуть, зекономили на акторах», — іронізує автор).

## Спосіб нарації
Роман «Інтелігент» — вдалий приклад деструкції традиційного наративу у межах заявленої дихотомії понять від «розповіді» до «показу». Це був не просто текст, який легко надається до екранізації, а своєрідний кіносценарій з редакційною приміткою: «Перша спроба програмово лівого роману: витримана соціяльна установка, енергійне й міцне побудування фабули, гостра, тонка й економна подача». Мова «екранізованого» роману винятково раціональна, стисла, речення короткі, часто односкладні. Називні й безособові речення описують обставини дії — декорації та статичні кадри. Двоскладні речення так само лаконічно описують дії на екрані, це переважно кадри динамічні, з яких скомпоновано епізоди. Специфіка полягає у тому, що наратор відтворює те, що вже відбувається на екрані, з точки зору глядача, без глибокого занурення у внутрішній світ персонажів. Автор не деталізує портрети героїв, часто описує схематично, вказуючи на найяскравіші деталі: «Обличчя лікаря блищить, спітніло. Зализане рідесеньке волосся розкуйовджене». Але це не є недоліком. Мінімальна кількість деталей дає глядачу право на уяву. Для більш повного розуміння автор уточнює, деталізує у своїх коментарях: «Втрачено значну частину солідности. Страждає професійна певність у собі. Зачеплено врешті самолюбство». Авторські коментарі, на відміну від ремарок у п'єсі чи у власне сценарії, — переважно розгорнуті рефлексії, спостереження, розмови з читачем, пояснення й тлумачення окремих сцен (не без долі іронії). Конкретні вказівки для режисера, на зразок «На весь екран фізіономія» чи «Екран темніє» містять самі «кадри», тобто основний текст. Це підкреслено і графічно: коментарі автора написані меншим шрифтом. Завдяки їм автор оприявнює себе, суб'єктивізує те, що відбувається «на екрані».
У романі також використано гру з написами, які, до того ж, часто розриваються: початок фрази на одній сторінці, а завершення на іншій. Наприклад, на початку другої частини роману є напис «Грішать не тільки батьки…», на незакінченість якого вказують три крапки вкінці. А через три сцени є завершення фрази, але вже великими літерами: «АЛЕ ВІДПОВІДАЮТЬ ЗА ГРІХИ ДІТИ». Таким чином, автор грає з уявою і пам'яттю своїх читачів, водночас він вводить новий рівень оповіді, який поєднує окремі сцени однією думкою. Одним із засобів організації гри з читачем є також інтертекстуальність як явище діалогу між текстами. У зв'язку з цим читач виступає як співавтор змісту твору, оскільки співіснування в одному творі інших вимагає достатнього читацького досвіду. У романі присутні алюзії на роман Ф. Достоєвського, які виконують функцію зниження. Найбільш насичена сцена — в останньому розділі «Особистий день Інтелігента», де Інтелігент, після розірвання стосунків з коханкою, сидить у ресторані, а до нього підсідає інший відвідувач на фоні виконання романсу «Есть в Батавии маленький дом». Сцену змодельовано за зразком зустрічі Раскольнікова з Мармеладовим (герої роману Ф. Достоєвського «Злочин і кара»). Ключовим тут є фраза Мармеладова, яку написано великими літерами: «НАЙГІРШЕ ЛЮДИНІ, КОЛИ ЇЙ ІТИ НІКУДИ». Використання цих та інших алюзій створило іронічний ефект, як і самі коментарі автора, без яких текст би втратив свій сенс.
У тогочасній прозі деструкція виявляла себе, у першу чергу, в пародійному характері. Роман Скрипника пародіює і так звану «інтелігенцію», і радянський устрій. Тож навіть коли письменник визнав свій роман «невдалим», це звучало як ще одна пародія на тогочасну партійну критику. На противагу, Є. Старинкевич критикує роман Скрипника: «Справді, Л. Скрипник, маючи намір створити монтаж з кадрів, дав монтаж з літературних шаблонів. І тут можна було би сприйняти його „авторські ремарки“ і зауваження, ліричні відступи і розмови з читачем (уявним глядачем кінокартин) як пародію на літературні жанри кепського смаку, якби в них було більше гостроти і менше наївної претензії на власну літературну творчість».